# Холден (Мисури)
Холден (енгл. Holden) град је у америчкој савезној држави Мисури.

## Демографија
По попису из 2010. године број становника је 2.252, што је 258 (-10,3%) становника мање него 2000. године.
| Група             | 2000.         | 2010.         |
| Белци             | 2.349 (93,6%) | 2.101 (93,3%) |
| Афроамериканци    | 48 (1,9%)     | 31 (1,4%)     |
| Азијати           | 3 (0,1%)      | 2 (0,1%)      |
| Хиспаноамериканци | 27 (1,1%)     | 57 (2,5%)     |
| Укупно            | 2.510         | 2.252         |